# Bitwa o Peleliu
Bitwa o Peleliu – bitwa stoczona w ramach Operacji Stalemate II w trakcie wojny na Pacyfiku, w której brały udział wojska Stanów Zjednoczonych i Japonii. Wyspa Peleliu (w archipelagu Karolinów i obecnie w granicach państwa Palau) była potrzebna Amerykanom jako lotnisko przydatne do prowadzenia dalszej wojny na Pacyfiku. Podobnie jak w przypadku poprzednich bitew wojska amerykańskie ostatecznie odniosły zwycięstwo, ale było ono okupione znacznie wyższymi stratami niż się spodziewano.
Podczas dwumiesięcznych walk w rejonie zachodnich wysp archipelagu Karolinów (wrzesień-listopad 1944) poległo około 13 400 Japończyków i blisko 1,5 tysiąca żołnierzy z 1 Dywizji United States Marine Corps i 81 Dywizji Piechoty. Straty amerykańskie były jeszcze większe – i niemal dorównujące japońskim – wliczając do tej liczby rannych oraz ponad 2,5 tysiąca chorych i wycieńczonych. Walki utrudniał wilgotny, gorący klimat z temperaturami sięgającymi 40 °C oraz niezwykle trudny teren, bowiem w tym regionie, inaczej niż gdziekolwiek na Pacyfiku, rafy koralowe zostały wypiętrzone ruchami tektonicznymi na wysokość nawet ponad stu metrów, w praktyce niemal uniemożliwiając użycie ciężkiego sprzętu.

## Tło działań zbrojnych
Po zajęciu wysp środkowego Pacyfiku w lecie i na jesieni 1944 główni dowódcy amerykańscy w regionie – generał Douglas MacArthur i admirał Chester Nimitz – nie mogli zgodzić się co do strategii działań w chwili, gdy bombowce amerykańskie docierały już nad Wyspy Japońskie, a do opanowania zostały – z najważniejszych celów – jeszcze tylko Formoza, Filipiny i ewentualnie – przed inwazją w Japonii – Chiny kontynentalne. MacArthur, który opuszczając w lutym 1942 Filipiny, wypowiedział swe słynne słowa „Ja wrócę!” (ang. I shall return!), uważał, że powinien dotrzymać przyrzeczenia i uderzać najpierw na Filipiny, potem Okinawę i Tajwan, a następnie dokonać wielkiego desantu w Chinach. Nimitz był zwolennikiem prostszego planu – pominąć Filipiny, zająć Tajwan i Okinawę, a na koniec wysadzić desant na Kiusiu. By pogodzić zwaśnionych dowódców, prezydent Franklin Delano Roosevelt udał się do Honolulu, by spotkać się z nimi i wysłuchać argumentów za i przeciw. Po skonfrontowaniu obu planów prezydent wybrał drogę MacArthura (jednak z pominięciem Chin), a wraz z nią lądowanie na wyspach zachodnich Karolinów. Dowódca floty na południowym Pacyfiku admirał William Halsey optował za pominięciem Palau, bowiem uważał, że wyznaczone do tych uderzeń 1 Dywizja USMC (dalej 1DMar) i 81 Dywizja Piechoty (dalej 81DP) bardziej przydadzą się na plażach Leyte, gdzie miał nastąpić pierwszy desant na Filipinach. Osiągnął połowiczny sukces – udało mu się skłonić Nimitza do rezygnacji z lądowania na wyspie Yap. Peleliu, Angaur i Ulithi pozostały na liście.
W rezultacie ustaleń na najwyższym szczeblu postanowiono przeprowadzić lądowania na dwóch, najbardziej na południe wysuniętych wyspach dzisiejszego Palau, z pominięciem głównych wysp znajdujących się obecnie w granicach tego państwa – Babeldaob i Koror, gdzie Japończycy mieli duże lotnisko i ponad 19 tysięcy ludzi – o ile to możliwe jeszcze przed końcem roku 1944.

## Przygotowania

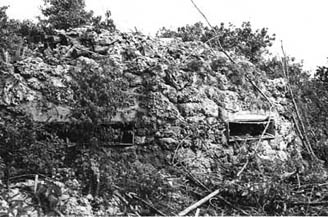
Umocnienia japońskie na Peleliu

Dowódca 1DMar, generał William H. Rupertus (zastąpił gen. Vandergrifta, który został Komendantem – naczelnym dowódcą – Korpusu), zaplanował lądowanie na południowo-zachodnim wybrzeżu Peleliu, gdzie – według zdjęć lotniczych – teren był względnie płaski, a plaża szeroka. Ani on, ani generał Roy Geiger, dowódca III Korpusu Amfibijnego nie zadali sobie trudu, by sprawdzić, w jakich warunkach robione były zdjęcia i w jakich przyjdzie żołnierzom nacierać. Doradcy Geigera sugerowali, by lądować przy najwyższym możliwie przypływie, kiedy to pas raf przybrzeżnych znajdzie się całkowicie pod wodą. Nie przewidzieli dwóch rzeczy – grzebień raf nie skryje się pod wodą wystarczająco głęboko, a plaża stanie się wąska, stroma i bardzo bliska japońskim stanowiskom ogniowym. W rezultacie opracowań przedoperacyjnych powstał plan dzielący obszar lądowania na „Plażę Białą” i „Plażę Pomarańczową”, z konkretnie wyznaczonymi zadaniami dla 1, 5 i 7 Pułku USMC (dalej 1PMar, 5PMar i 7PMar).
Doświadczenie zdobyte podczas poprzednich walk w archipelagu Wysp Salomona przyczyniło się do wprowadzenia pewnych zmian w wyekwipowaniu amerykańskich żołnierzy. Przed atakiem na Peleliu wyposażenie amerykańskiego piechura morskiego wyglądało następująco:

Mój plecak zawierał złożoną pelerynę, parę skarpet, kilka pojemników racji K, tabletki soli, dodatkową amunicję do karabinka (dwadzieścia naboi), dwa granaty ręczne, pióro wieczne, papier listowy w wodoszczelnym opakowaniu, szczoteczkę i małą tubkę pasty do zębów oraz drelichową, polową czapkę z daszkiem. Pozostałe oporządzenie i elementy ubrania to hełm stalowy pokryty materiałem maskującym, ciężka zielona bluza drelichowa z odznaką piechoty morskiej i literami USMC, spodnie z takiego samego materiału, stara szczoteczka do zębów do czyszczenia karabinka, cienkie bawełniane skarpetki sięgające nad kostkę i jasne, żółtobrązowe płócienne getry (...) u parcianego pasa nosiłem zestaw opatrunkowy, dwie manierki, ładownicę z dwoma magazynkami po piętnaście nabojów każdy i porządny, mosiężny, wodoszczelny kompas...

Flota przemierzająca 2100 mil morskich z Guadalcanalu do Peleliu była imponująca: 129 okrętów uderzeniowych. Przed nimi i po bokach posuwały się okręty podwodne, niszczyciele i poławiacze min, a za nimi jednostki dowodzenia, rozpoznania, naprawcze, szpitalne, ratownicze, tankowce, holowniki, doki pływające, pogłębiarki, kutry artyleryjskie i torpedowe, LST, LSD, DUKW; razem 868 okrętów, nie licząc 770 małych łodzi desantowych dla 1 DMar i tylu samo dla 81 DP.
Zgodnie z sugestiami meteorologów desant (D-Day) miał nastąpić 15 września 1944 o godzinie 8 rano, czyli – zgodnie z planem – w chwili najwyższego stopnia przypływu.
Przeciwnikiem generała Rupertusa był japoński pułkownik Kunio Nakagawa, który podlegał bezpośrednio gen. por. Sadae Inouemu z siedzibą na Kororze. Do dyspozycji miał 2 Regiment Piechoty (dalej 2 RP) wzmocniony jednym batalionem 53 Niezależnej Mieszanej Brygady (dalej NMB) i jednym batalionem 15 Regimentu Piechoty. W skład garnizonu Peleliu wchodziły także jednostki artylerii i moździerzy, łączności i batalion pancerny z dwunastoma lekkimi czołgami. Razem na wyspie znajdowało się 10 500 Japończyków, z czego 6300 w oddziałach bojowych. Jednak Japończycy nie wierzyli, że Amerykanie – najwyraźniej przygotowujący się do inwazji na Filipiny – zechcą wysadzić desant na Palau. Po inwazji na Mariany uznali taki atak za wysoce nieprawdopodobny, ale przygotowań do obrony nie zaniechali.
Nakagawa był specjalistą w maskowaniu. Swoich 10,5 tysiąca ludzi i dostępne mu środki ogniowe rozmieścił tak, by nie dać przeciwnikowi szansy na opuszczenie plaż. Linię naturalnych umocnień, w postaci nadbrzeżnych skał koralowych, wzmocnił betonowymi bunkrami i schronami bojowymi. Wzdłuż brzegów Peleliu i Angauru umieścił około 670 min, a w Cieśninie Kossol (na północ od wyspy) 240 dalszych. Jego działa i karabiny maszynowe wycelowane były w pas raf przybrzeżnych, a w koralowych jaskiniach, w drugim pasie obrony, zorganizował system skutecznych pułapek.

## Desant i zajęcie południa wyspy

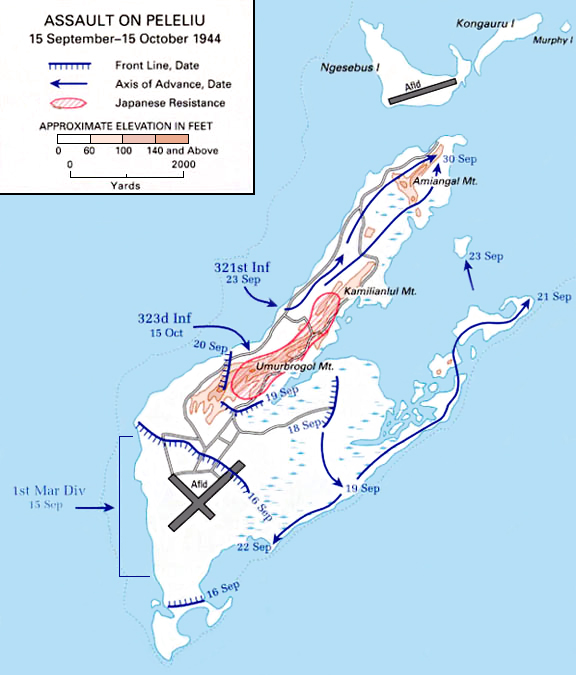

Od pierwszych dni czerwca 1944 japońskie instalacje wojskowe na Palau stały się celem bombardowań samolotów amerykańskich startujących z zajętych w kwietniu miejscowości Hollandia i Aitape na północnym wybrzeżu Nowej Gwinei. Od 8 sierpnia bombowce Thirteenth Air Force zrzuciły na wybrane cele – głównie na Peleliu – 885 ton bomb. Od 6 do 9 września wyspy bombardowały samoloty z lotniskowców, wykonując łącznie 1470 lotów bojowych. Naloty spowodowały znaczne zniszczenia magazynów amunicji i sprzętu, baraków, budynków koszarowych, przy stracie czterech samolotów. Lotnictwo japońskie nie było aktywne. 12 września rozpoczęła się nawała ogniowa; artyleria okrętowa wystrzeliła przez trzy dni 2200 pocisków, zaś trałowce i zespoły nurków (Underwater Demolition Team, w skrócie UDT) zniszczyły 175 min, ale lądujący na plażach żołnierze nie byli zadowoleni, bowiem znajdowali dziesiątki min zagrzebanych w piasku, a ogień artylerii okrętowej nie unieszkodliwił wielu stanowisk dział, moździerzy i karabinów maszynowych nieprzyjaciela.
15 września (dzień D) pogoda była doskonała. Było ciepło, widzialność niemal nieograniczona, morze spokojne. Małe jednostki desantowe i pojazdy amfibijne nie miały trudności z formowaniem fal uderzeniowych i posuwaniem się ku brzegowi. O godzinie 7:25 okręty wsparcia i desantowe barki rakietowe LCT(R) podeszły blisko brzegu i otworzyły ogień. Po 45 minutach nawały ogniowej pojawiły się samoloty myśliwskie, ostrzeliwując wybrzeże z broni maszynowej. Odleciały po 15 minutach i wtedy ku plaży ruszyły jednostki desantowe LVT. Co najmniej kilkanaście z nich utkwiło na rafie, gdzie zostały zniszczone później przez dobrze wstrzelanych Japończyków, ale większość dotarła o godzinie 8:32 do plaży, gdzie piechota zaległa pod ogniem na wprost oraz wzdłuż plaży z dobrze ufortyfikowanego miejsca nazwanego przez marines po prostu „Punktem” (ang. The Point). Ogień japoński nasilał się wraz z próbami rozszerzenia przyczółka, szczególnie na odcinkach 1PMar i 7PMar, a wkrótce rozpoczęły się pierwsze sporadyczne kontrataki odpierane przez marines wciąż tkwiących pod falochronem z pni palmowych. Powiódł się atak przeprowadzony przez 5PMar, którego elementy szybko dotarły na krawędź lotniska. Gorzej wiodło się 7PMar na południu, gdzie natrafiono na silny ogień japoński oraz przeszkody terenowe, jak rozległe bagno, które rozdzielił 1. batalion po opuszczeniu plaży pomarańczowej 3.
Dwie trzecie artylerii dywizyjnej wylądowała, ale reszta, w tym haubice 155 mm, nie mogły dotrzeć w dniu D na brzeg. Przyczyną było zniszczenie wielu pojazdów amfibijnych, bez których transport nie był możliwy. Generał Rupertus stracił orientację; jego decyzje były błędne. Dowódca nadal przebywał na pokładzie okrętu i nie miał kontaktu z 1PMar, którego sprzęt łączności został zniszczony na rafie. Z tego powodu opierał się wyłącznie na doniesieniach 5PMar o wolnym, ale skutecznym zajmowaniu terenu lotniska, będącego celem całej kampanii. Swe stanowisko na wyspie zajął 16 września o godzinie 9:50. Był tam unieruchomiony (skręcił kostkę podczas treningu na Guadalcanalu) i opierał się na niepełnych i optymistycznych raportach, które pozwoliły mu wierzyć, że akcja przebiega całkiem sprawnie, i że pułk ze składu 81DP, który był przewidywany jako wsparcie dla 1DMar w razie napotkania trudności, nie będzie na Peleliu potrzebny.
Pod wieczór 1PMar zdołał z najwyższym wysiłkiem oderwać się od plaży (poza jedną, całkowicie odciętą kompanią) i osiągnął północny skraj lotniska, ale noc żołnierze spędzili pod nękającym ogniem granatników i lekkiej artylerii ze wzgórz. Później okazało się, że pułkownik Nakagawa, który zorientował się, że jego siły na południu wyspy zostały odcięte (i prawdopodobnie stracone) w wyniku szybkich postępów 5 i 7PMar, zdecydował wycofać siły główne między koralowe, niedostępne wzgórza Umurbrogol na północy, gdzie wcześniej przygotował do obrony naturalne jaskinie i wydrążył kilkadziesiąt nowych.
Tak więc, choć całe południe wyspy było w rękach Amerykanów już na drugi dzień po lądowaniu, dopiero po następnych czterech dniach weszli oni pomiędzy wzgórza, gdzie utknęli na dobre, a straty w pododdziałach rosły z każdą godziną.

## Opanowanie wyspy

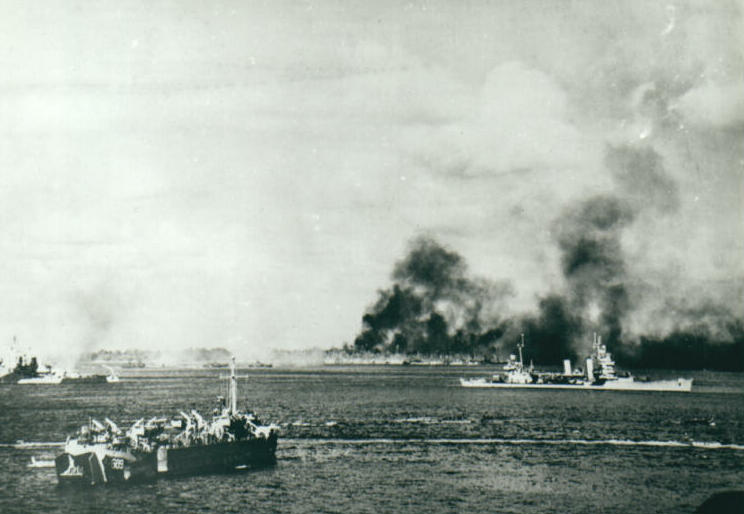
Bombardowanie wysepki Angaur

W związku z tym, że generał Rupertus nie domagał się wsparcia i zapewniał, że sytuacja na Peleliu jest opanowana, admirał Halsey zadecydował, że 81DP zostanie użyta do zajęcia wysepki Angaur, niewielkiego skrawka lądu o powierzchni około 18 km², w większości płaskiego, z kompleksem niewielkich wzgórz na północy.
Atakowały dwa pułki – 321PP i 322PP (323PP pozostawał początkowo w rezerwie) – nie napotykając większego oporu i w ciągu trzech dni zajmując prawie całą wysepkę. Kłopoty zaczęły się pojawiać, gdy doszło do zamknięcia pierścienia wokół wzgórz na północy. Oczyszczanie ostatnich punktów oporu zajęło więc dalsze 7 dni i dopiero 28 września oznajmiono, że wyspa jest zabezpieczona. Okazało się to jednak nieprawdą. Rzeczywiste opanowanie Angauru trwało aż do 21 października (zajął się tym 321PP). Wyniki operacji to 1300 zabitych i 45 ujętych Japończyków przy stratach własnych Amerykanów 26 zabitych i 135 rannych.
Dwa pozostałe pułki 81DP zostały przerzucone na Peleliu, gdzie nie działo się wcale dobrze. Tylko 17 września 1PMar stracił 240 ludzi, a dwie kompanie 1 batalionu przestały w praktyce istnieć jako oddziały bojowe. Był to efekt wejścia marines w teren wyjątkowo nieprzyjazny, pełen ostrych turni i głębokich, kompletnie zarośniętych dolin, gdzie obrońcy mogli się łatwo bronić. 18 września, który zapisał się jako dzień „morderczych i kosztownych zmagań” 1PMar i 7PMar posunęły się naprzód jakieś 500 metrów, by utknąć przed granią nazwaną „Pięcioma Siostrami” (ang. Five Sisters) oraz szczytem, ochrzczonym – ze względu na kształt – „Łysoniem” (ang. Old Baldy). Spod tych szczytów szedł morderczy ogień, który spowodował, że Kompania C zmalała do 16 ludzi, a kompanie G i F trzeba było 20 września wzmocnić plutonem wsparcia, by móc uczynić z nich jedną, niezbyt silną kompanię.

## Ostatnie zmagania

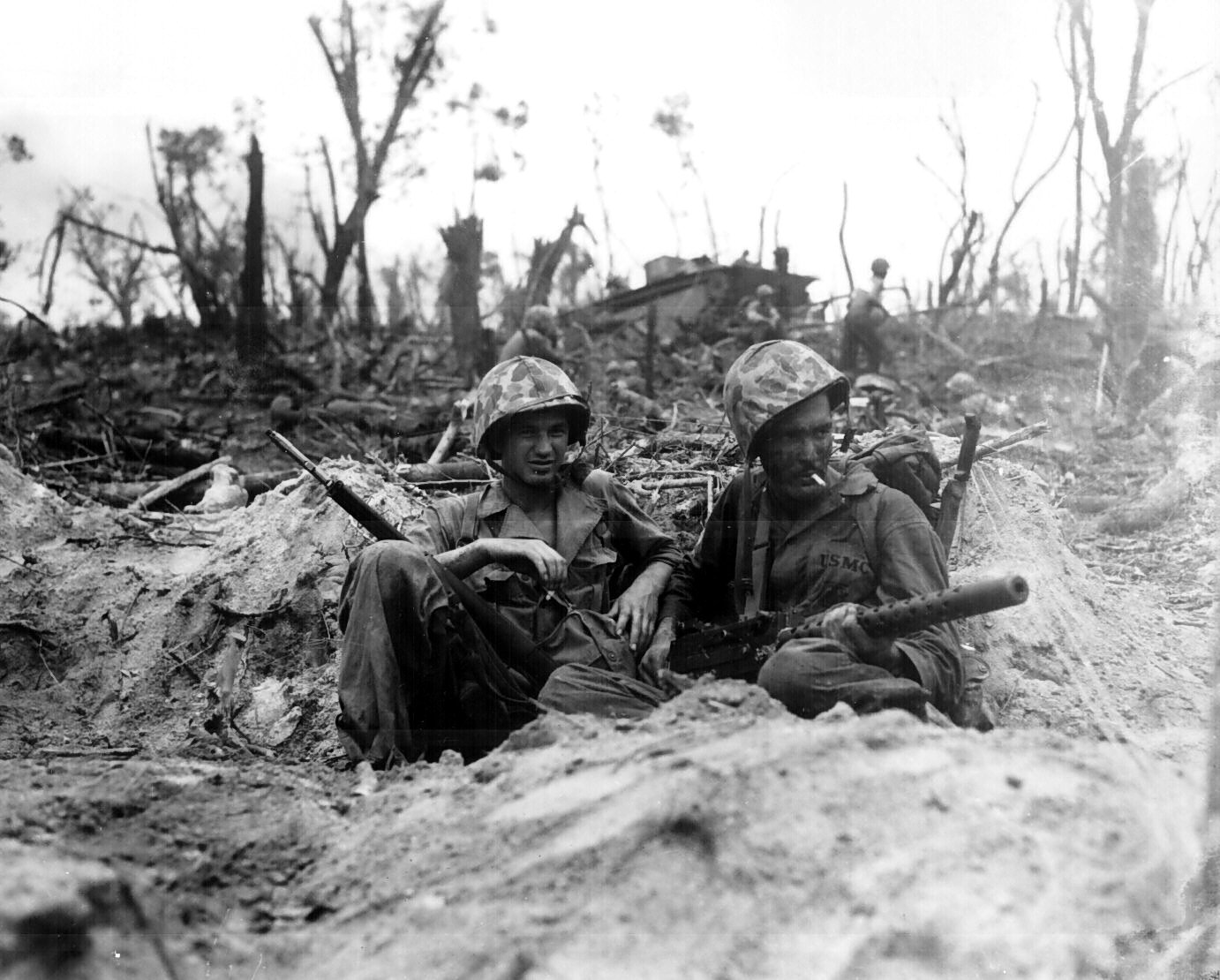
Odpoczynek w czasie walk

Marines i piechurzy stanęli wobec przeszkód terenowych, na jakie się dotąd nie natykali. Północno-zachodni półwysep – nie licząc wąskiego pasa nadbrzeżnego – składał się z plątaniny koralowych wzniesień sięgających 70 metrów wysokości i zębatych iglic, wyrastających nawet na 100–120 metrów. Teren był niewielki – zaledwie 900 na 400 metrów – ale niezwykle trudny do penetracji i zdobycia. Za każdym koralowym urwiskiem kryła się gęsto zarośnięta dolina, wąwóz lub niecka, nad którą górowały pełne naturalnych i sztucznych jaskiń szczyty. Cały ten teren, noszący nazwę Umurbrogol, obsadziło około 1800, gotowych walczyć do końca żołnierzy pułkownika Nakagawy. Amerykanom przyszło borykać się z nimi przez ponad dwa miesiące zarówno przy użyciu artylerii, bombardowania z powietrza (samoloty startowały z odległego o zaledwie 2 kilometry lotniska na Peleliu), czołgów-miotaczy płomieni (które okazały się najlepszą bronią na Peleliu) oraz setek żołnierzy.
21 września generał Roy Geiger – widząc nieudolność i złą wolę generała Rupertusa – postanowił wziąć sprawę w swoje ręce. Kazał Rupertusowi przygotować plan ewakuacji 1DMar, a jednocześnie poczynił kroki celem wzmocnienia dywizji zespołem uderzeniowym 321PP. Na jego prośbę generał Paul J. Mueller poinformował dowódcę korpusu, że 321. jest gotowy do akcji na Peleliu, i że po przybyciu zostanie podporządkowany operacyjnie generałowi Rupertusowi. Generał brygady Marcus B. Bell, zastępca dowódcy 81DP, został oficerem łącznikowym przy sztabie generała Geigera z zadaniem koordynowania działań zespołu.
Czołgi i uzbrojone w miotacze płomieni armtraki wchodziły w doliny pierwsze i wypalały jaskinie, dopiero po nich do akcji wkraczała piechota. Roślinności już tam nie było: ciągłe bombardowania – także napalmem – całkowicie ją zniszczyły. Niemożność ukrycia się legła zapewne u podstawy decyzji o kontrataku banzai, który przypuściło 18 października około 1600 Japończyków, zmuszając czołowe elementy piechoty amerykańskiej do wycofania.
Walki o „Dolinę Śmierci” (ang. Death Valley), „Nieckę Pumy” (ang. Wildcat Bowl), „Chiński Mur” (ang. China Wall) trwały od 26 października i ustały dopiero 27 listopada 1944. Dwa dni wcześniej – o czym Amerykanie dowiedzieli się od jeńców (400 przymusowych robotników z Korei i Okinawy, którym przyznano status internowanych) – 25 listopada pułkownik Nakagawa i generał Murai popełnili samobójstwo, nakazując przed śmiercią pozostałym 57 żołnierzom 2RP piechoty spalenie sztandaru i rozdzielenie się na kilkanaście grupek, które miały ukrywać się w ciągu dnia i atakować pozycje amerykańskie nocami. Nim do tego doszło, marines 1 DMar i piechurzy 81 DP zlokalizowali jaskinie w centralnym odcinku „Chińskiego Muru”, wypalając je przy pomocy miotaczy płomieni. Ostatnia taka akcja przeprowadzona została 26 listopada. Gdy następnego dnia rano osiem kompanii podjęło kolejny atak, ze strony przeciwnej nie padł już ani jeden strzał. O godzinie 11 dowódca 321PP, pułkownik Watson raportował zakończenie akcji oczyszczającej na Peleliu.
Operacja, która zdaniem generała Rupertusa miała trwać cztery dni, zajęła 1DMar i 81DP niemal dwa i pół miesiąca. Żołnierze 81DP skwitowali to słowami: „Nieprzyjaciel zrobił to, co obiecał, bił się do śmierci”.

## Podsumowanie

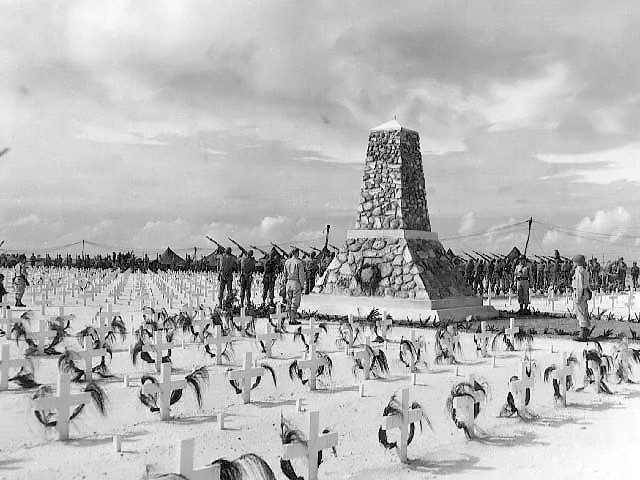
Otwarcie cmentarza wojennego na Peleliu

W czasie walk o Peleliu, Angaur i kilka mniejszych wysepek na północ od celu głównego ataku (Ngesebus, skąd nieliczni Japończycy ostrzeliwali z broni lekkiej marines na Peleliu i Kongauru), Japończycy stracili 13 043 ludzi (plus 387 wziętych do niewoli – ostatnich pięciu poddało się 1 lutego 1945), w tym blisko 12 000 na samej Peleliu. Straty Amerykanów były niewiele (zważywszy na ogromną przewagę ogniową) mniejsze. 1DMar miała 1121 zabitych, 73 zaginionych i 5142 rannych; 81DP naliczyła 370 zabitych, 2041 rannych, i 22 zaginionych, co daje łączną liczbę około 8800 ludzi. Ponadto z oddziałów należało wyłączyć ponad 2500 kontuzjowanych, chorych i wycieńczonych. Obie jednostki zostały wycofane z linii i nie wzięły udziału w walkach na Filipinach. 1DMar wróciła do linii dopiero przed lądowaniem na Okinawie w kwietniu 1945. W celu opanowania tego niewielkiego skrawka lądu Amerykanie zużyli ponad 13 milionów pocisków karabinowych, 1,52 mln pocisków do karabinów maszynowych, 690 tysięcy pocisków do działek 20 mm, ponad 150 tysięcy granatów moździerzowych i 118 262 ręczne.
Najmniej poszkodowany w walkach na Peleliu 322 pułk piechoty ze składu 81DP zajął 23 września nie broniony (bo opuszczony kilka tygodni wcześniej przez Japończyków) atol Ulithi wykorzystany wkrótce jako wielkie kotwicowisko dla amerykańskiej floty przygotowującej się do ostatecznego uderzenia na Wyspy Japońskie.
Powszechnie uważany za ponoszącego całą winę za fatalne planowanie operacji (i ogrom strat 1DMar) generał Rupertus nigdy nie został pociągnięty do odpowiedzialności. W zamian, protegowany przez generała Vandergrifta na swego następcę, został dekorowany przez prezydenta wysokim odznaczeniem Medal za Wybitną Służbę (ang. Distinguished Service Medal). Awansu na wyższy stopień jednak nie doczekał – 25 marca 1945 zmarł nieoczekiwanie na atak serca w wieku 56 lat.